# علی حیدریان
علی حیدریان زندانی سیاسی کرد بود که در ۱۹ اردیبهشت ماه ۱۳۸۹ اعدام شد.

## بازداشت و زندان
بر اساس اطلاعیه دادستانی، فرزاد کمانگر به دنبال کشف مواد منفجره در یک اتومبیل در تهران در مرداد ۸۵، و بازداشت یکی از سرنشینان اتومبیل، دستگیر شد.
در همین اطلاعیه علی حیدریان و فرهاد وکیلی به عنوان دو هم پرونده ای فرزاد کمانگر معرفی شده اند و همچنین گفته شده است که فرهاد وکیلی در شهریور ۸۶ در سنندج بازداشت شده و از منزل او «ماهواره و یک برگه با محتویات رمزی» کشف شده است.
علی حیدریان نیز آن طور که دادستانی تهران گفت اتهام‌هایی چون «ارتباط با گروهک پژاک، اعزام برای یک دوره آموزش نظامی، تهیه خانه تیمی برای فرهاد وکیلی در تهران، و ارتباط با فرزاد کمانگر طی اقامت در محلی که آنها نیز ساکن بوده‌اند» را پذیرفته است.

## اعدام
او در ۱۹ اردیبهشت ماه ۱۳۸۹، به همراه چهار زندانی متهم به عضویت در «گروهک های ضد انقلاب» در زندان اوین تهران اعدام شد.